# Bauke Mollema
Bauke Mollema (n. 26 noiembrie 1986, Groningen, Țările de Jos) este un ciclist neerlandez, care în prezent concurează pentru Trek-Segafredo, echipă licențiată UCI WorldTeam. A terminat în top 10 în toate cele trei Mari Tururi, cu victorii de etapă în Turul Franței 2021, Turul Franței 2017 și Turul Spaniei 2011, în care a terminat pe locul 3 la general. Cel mai bun rezultat al său în clasamentul general din Turul Franței a fost obținut în 2013, când a terminat pe locul 6. A câștigat Clasica San Sebastián în 2016 și a terminat pe podium în alte trei ocazii în această cursă. În 2019, a obținut cea mai mare victorie din cariera sa în Il Lombardia.

## Rezultate în Marile Tururi

### Turul Italiei
5 participări
- 2010: locul 12
- 2017: locul 7
- 2019: locul 5
- 2021: locul 28
- 2022: locul 26

### Turul Franței
12 participări
- 2011: locul 69
- 2012: nu a terminat competiția
- 2013: locul 6
- 2014: locul 10
- 2015: locul 7
- 2016: locul 11
- 2017: locul 17, câștigător al etapei a 15-a
- 2018: locul 26
- 2019: locul 28
- 2020: nu a terminat competiția
- 2021: locul 20, câștigător al etapei a 14-a
- 2022:

### Turul Spaniei
4 participări
- 2011: locul 3
- 2012: locul 28
- 2013: locul 52, câștigător al etapei a 17-a
- 2018: locul 30